# Historia Żydów w Cesarstwie Rzymskim

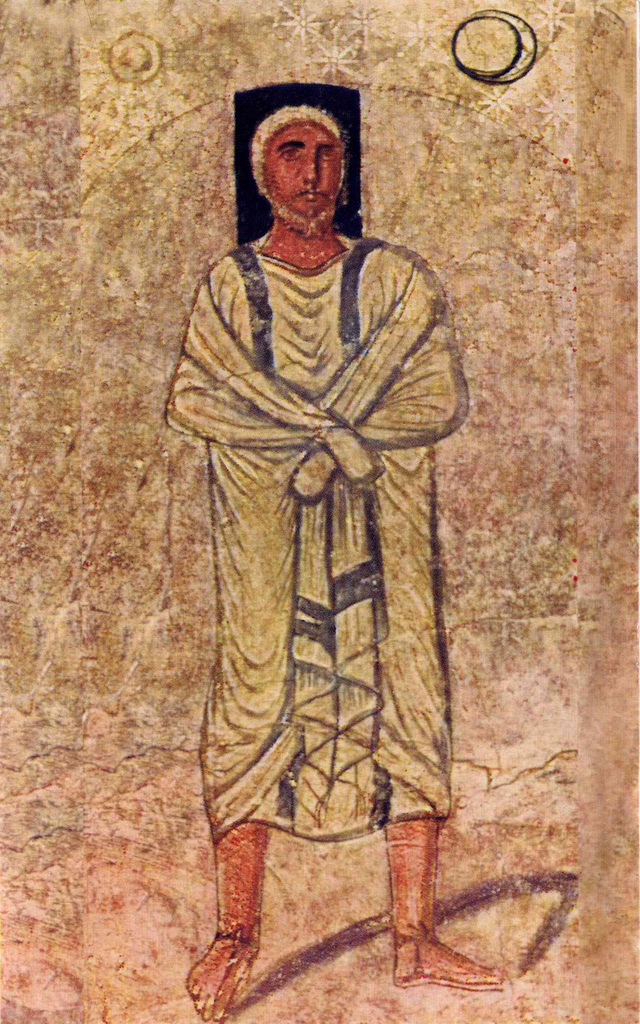
Malowidło na ścianie synagogi w Dura Europos przedstawiające Mojżesza (III wiek n.e.)

Historia Żydów w Cesarstwie Rzymskim. Żydzi, pochodzący pierwotnie z Lewantu oraz Rzymianie, wywodzący się z Lacjum – to grupy etniczne, które wyodrębniły się w czasach antycznych. Ich kultury zaczęły oddziaływać na siebie na krótko przed początkiem chrześcijaństwa. Wielu żydowskich mieszkańców diaspory emigrowało do Rzymu z Aleksandrii, gdzie stanowili znaczną część ludności. Rzymski generał Pompejusz, w trakcie swojej kampanii wschodniej, utworzył prowincję rzymską pod nazwą Syria, zaś w 63 p.n.e. podbił Jerozolimę. Z kolei Juliusz Cezar podbił w roku 47 p.n.e. Aleksandrię, a w 45 p.n.e. obalił Pompejusza. Około 40 p.n.e. Herod Wielki otrzymał z nadania Senatu rzymskiego tytuł króla Żydów, zaś w roku 30 p.n.e. w Egipcie Rzym ustanowił własną prowincję. Z kolei Judea, Samaria i Idumea zostały przekształcone w rzymską prowincję Judeę w 6 roku n.e. Tarcia żydowsko-rzymskie doprowadziły do szeregu wojen, których skutkiem było zniszczenie Jerozolimy i Świątyni Jerozolimskiej i ustanowienie podatku dla Żydów (tzw. Fiscus Judaicus) w roku 70 n.e. oraz próba cesarza Hadriana założenia na ruinach tego miasta rzymskiej kolonii pod nazwą Aelia Capitolina około roku 130 n.e. W tym czasie z judaizmu biblijnego wyewoluowało chrześcijaństwo. 
Około roku 330 Konstantyn I Wielki przeniósł stolicę Imperium z Rzymu do Konstantynopola (nazywanego też Nowym Rzymem), co niekiedy uważa się za początek Cesarstwa Bizantyńskiego. W roku 380 Teodozjusz I Wielki wydał Edykt kataloński, nakazując wszystkim mieszkańcom cesarstwa wyznawanie chrześcijaństwa, które w ten sposób stało się religią państwową Bizancjum. Nie ma jednomyślności co do daty końca Cesarstwa Rzymskiego. Jedni wiążą ją z upadkiem Cesarstwa Zachodniego w roku 476, zaś inni traktują Cesarstwo Bizantyńskie za logiczną kontynuację Imperium, zakończoną dopiero podbiciem Konstantynopola przez Imperium osmańskie w 1453 roku. Reasumując, historia Żydów w Cesarstwie Rzymskim częściowo pokrywa się z historią ich pobytu we Włoszech, w Egipcie, w Ziemi Izraela, Syrii i w Cesarstwie Bizantyjskim i obejmuje okres do II wieku p.n.e. do wieku V lub XV n.e.

## Żydzi w Rzymie i Rzymianie w Jerozolimie
Według artykułu w Jewish Encyclopedia, poświęconego obecności Żydów w Rzymie:
Żydzi mieszkali w Rzymie przez ponad dwa tysiące lat, dłużej niż w jakimkolwiek europejskim mieście. Pierwotnie imigrowali oni z Aleksandrii, zachęcani obfitą wymianą handlową pomiędzy tymi dwoma miastami. Prawdopodobnie założyli tam społeczność jeszcze w II wieku przed naszą erą, gdyż w roku 139 p.n.e. pretor Hispanus wydał dekret o wypędzeniu wszystkich Żydów nie będących obywatelami Italii. W ostatnich dekadach II wieku p.n.e., po wojnach między braćmi machabejskimi (Jan Hirkan II i Arystobul II) po jednej stronie, a Cezarem i Pompejuszem po drugiej, społeczność żydowska rozwijała się bardzo szybko. Żydzi przewożeni do Rzymu jako więźniowie byli albo wykupywani przez swych współwyznawców, albo uwalniani przez rzymskich mistrzów, dla których zwyczaje owych niewolników były przykre. Uwolnieni osiedlali się na prawym brzegu Tybru, tworząc w ten sposób podwaliny żydowskiej dzielnicy w Rzymie.
Zaangażowanie Cesarstwa Rzymskiego w sprawy wschodniego wybrzeża Morza Śródziemnego rozpoczęło się z rokiem 63 p.n.e., gdy w wyniku trzeciej wojny z Mitrydatesem VI Eupatorem, Syria stała się prowincją rzymską. Po pokonaniu 
Mitrydatesa, prokonsul Pompejusz pozostał na przejętych terenach, wizytując m.in. Świątynię Jerozolimską. W I wieku p.n.e. Rzym ustanowił Królestwo Heroda Wielkiego jako państwo wasalne, zaś w 6 roku n.e. z jego części utworzono prowincję rzymską Judeę. 
Jako pierwsze wyraźne pęknięcie w stosunkach pomiędzy Rzymem a Żydami uważa się Kryzys za panowania Kaliguli (37-41 n.e.), chociaż kłopoty uwidaczniały się już w czasie Spisu Kwiryniusza (6 n.e.) oraz pod panowaniem Sejana (przed 31 n.e.)

## Wojny żydowsko-rzymskie

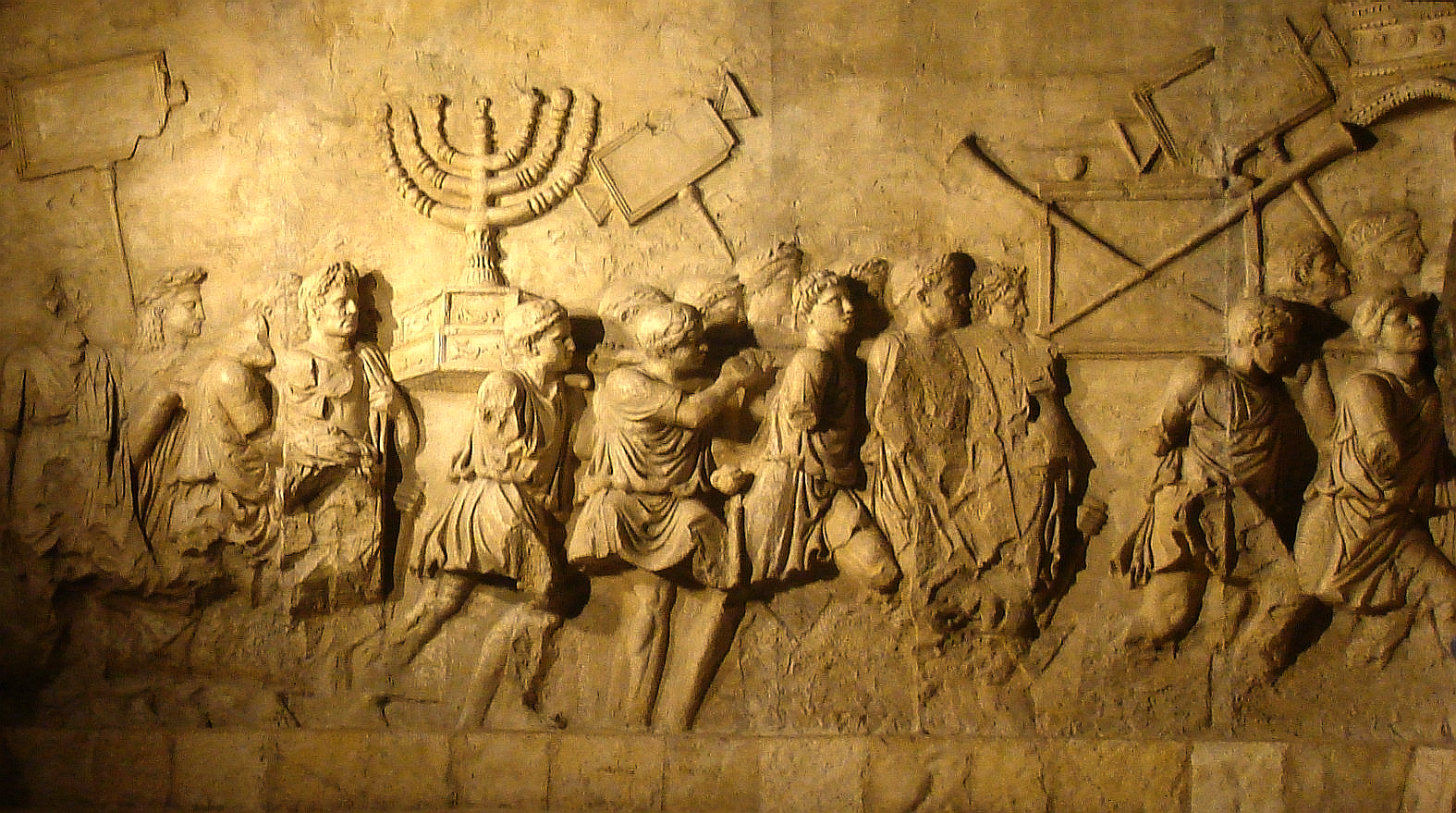
Relief na Łuku Tytusa w Rzymie przedstawiający menorę i inne obiekty złupione w Świątyni Jerozolimskiej i niesione podczas rzymskiego tryumfu

W 66 roku wybuchła pierwsza wojna Żydów z Rzymem. Powstanie zostało stłumione przez przyszłych cesarzy rzymskich, Wespazjana i Tytusa. Podczas Oblężenia Jerozolimy wojska rzymskie zniszczyły znaczną część Świątyni Jerozolimskiej i, według niektórych źródeł, złupiły z niej takie przedmioty kultu, jak Menora. Pomimo znacznych ofiar w ludziach, nadal wyraźna liczba Żydów żyła w Ziemi Izraela, również po wojnie Kwietusa w latach 115-117 n.e. Dopiero w latach 132-136 Juliusz Sewerus, tłumiąc Powstanie Bar-Kochby, dokonał spustoszenia Judei. Wojska rzymskie zniszczyły wówczas 985 miejscowości, a większość ludności Judei środkowej zgładzono, sprzedano w niewolę lub zmuszono do ucieczki. Ludność żydowska, wypędzona z Jerozolimy (odtąd nazwana Aelia Capitolina), przemieściła się bardziej ku Jawne, a następnie Galilei.
Po pokonaniu Żydów Hadrian, chcąc zatrzeć więź Żydów z Ziemią Izraela, zmienił w 135 n.e. nazwę prowincji z Iudea na Syria Palaestina oraz przemianował Jerozolimę na Aelia Capitolina. Ponadto od roku 70 n.e. Żydom wolno było praktykować judaizm tylko po opłaceniu specjalnego podatku, zwanego Fiscus Iudaicus. Po roku 135 nie wolno było Żydom przebywać w Jerozolimie, z wyjątkiem święta Tisza be-Aw. Na mocy Edyktu katalońskiego, wydanego 27 lutego 380, religią państwową w Cesarstwie Rzymskim stało się chrześcijaństwo.

## Diaspora żydowska

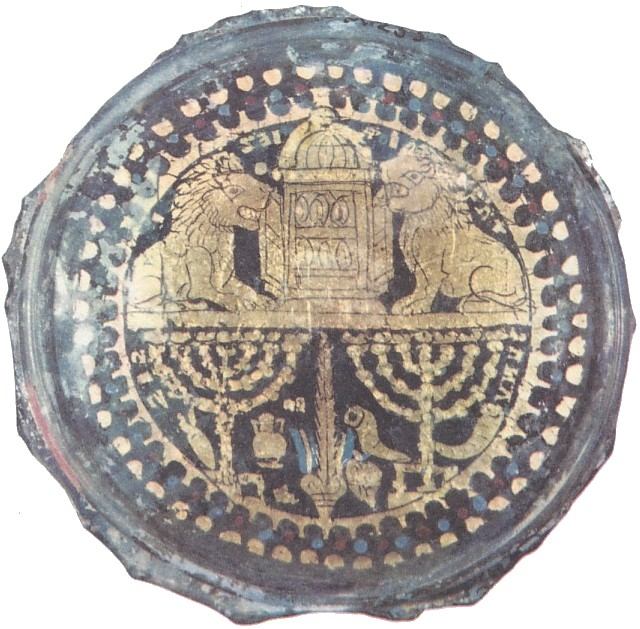
Przedmioty rytualne związane z judaizmem wyrzeźbione w złocie na rzymskim naczyniu szklanym z czasów II w n.e.

Wielu żydowskich mieszkańców Judei sprzedano do niewoli, zaś inni stali się obywatelami w pozostałych regionach Cesarstwa Rzymskiego. W Dziejach Apostolskich oraz tekstach Pawła z Tarsu znajdują się częste odniesienia do licznej ludności zhellenizowanych Żydów, zamieszkującej miasta Rzymu. Żydzi ci związani byli z diasporą głównie w sensie duchowym, przyswajając sobie poczucia utraty i bezdomności, które – wzmacniane prześladowaniami w różnych częściach świata – stały się nieodłączną częścią judaizmu. Praktyka prozelityzmu i konwersji na judaizm, która rozpowszechniła religię żydowską w czasach epoki hellenistycznej, zakończyła się wraz z okresem wojen z Rzymem oraz 
odnową wartości żydowskich w epoce po zburzeniu Świątyni Jerozolimskiej.
Wydarzeniami wielkiej wagi dla przekształcenia się tradycji żydowskiej z religii opartej na Świątyni w tradycję diasporyczną był rozwój interpretacji Tory i prawodawstwa na niej opartego, które spisano najpierw w Misznie, a następnie skodyfikowano całościowo w Talmudzie.

## Okres późnorzymski
Mimo upadku powstania Bar Kochby znaczna liczba Żydów pozostała w Ziemi Izraela. Społeczność ta doświadczyła licznych konfliktów zbrojnych z kolejnymi władcami tej ziemi. W miastach izraelskich powstały wówczas niektóre z najsłynniejszych żydowskich ksiąg, m.in. Miszna, Talmud Jerozolimski czy system znaków specjalnych pisma hebrajskiego, zwany nikud. 
W tym okresie historycznym działali tannaici i amoraici, rabini zgłębiający Torę Ustną. Rozstrzygnięcia prawnoreligijne tannaitów zostały zawarte w Misznie, Baraicie, Tosefcie i licznych kompilacjach Midraszy. Autorem Miszny, opracowanej na krótko po roku 200 był prawdopodobnie Juda ha-Nasi. Komentarze amoraitów do tej księgi spisano zaś w Talmudzie Jerozolimskim, którego edycje zakończono około roku 400, prawdopodobnie w Tyberiadzie. 
W roku 351 ludność żydowska Seforis wznieciła pod wodzą Patriciusa powstanie przeciwko władzy Konstancjusza Gallusa, szwagra imperatora Konstancjusza II. Powstanie to zostało ostatecznie stłumione przez generała Gallusa, Ursycyna.

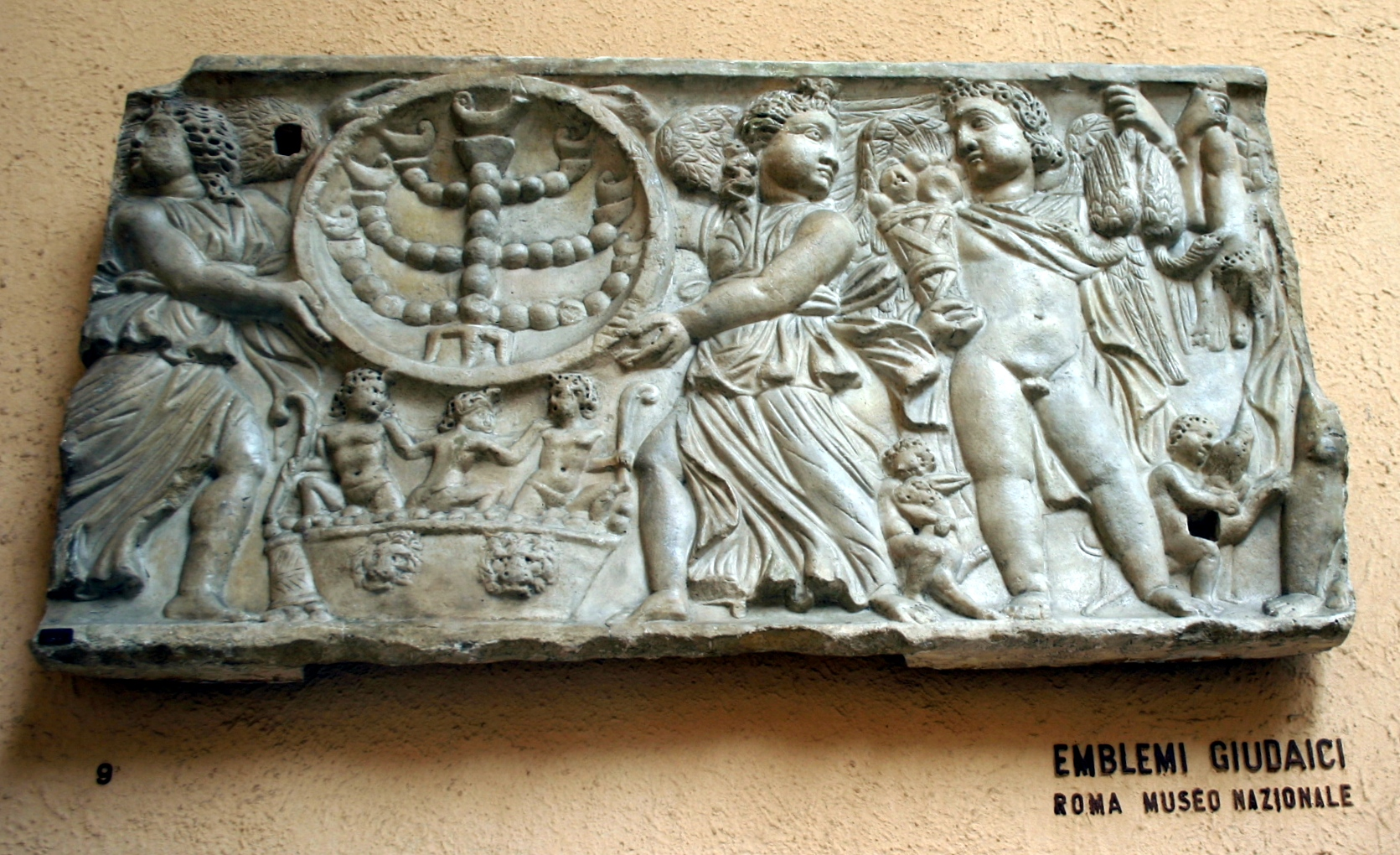
Putto trzymający menorę. Relief z II-III wieku n.e. (oryginał znajduje się w Muzeum Narodowym w Rzymie.)

Według przekazu tradycyjnego, w 359 roku Hillel II opracował kalendarz żydowski, będący kalendarzem księżycowo-słonecznym, opartym na cyklu Metona. Była to kwestia istotnej wagi ze względu na troskę o właściwe obchodzenie świąt żydowskich. Do tej pory cała żydowska diaspora uzależniona była od kalendarza opartego na obserwacjach astronomicznych i zatwierdzanego przez Sanhedryn, co sprowadzało niebezpieczeństwo na posłańców roznoszących informacje o datach świąt do odległych wspólnot. Szczególnie w dobie wzrostu prześladowań metoda Hillela II dostarczała autoryzowanych dat świąt bez względu na przebieg obserwacji w Jerozolimie. 
Julian Apostata, jedyny po konwersji Konstantyna na chrześcijaństwo cesarz, który odrzucił tę religię, zezwolił Żydom na powrót do "świętej Jerozolimy, do odbudowania której przez tyle lat tęskniliście", oraz na odbudowanie samej Świątyni. Jednakże zginął on 29 czerwca 363 roku w bitwie podczas swej nieudanej kampanii przeciwko Sasanidom, przez co Świątynia nie została ostatecznie odbudowana.

## Rozproszenie Żydów w Cesarstwie Rzymskim

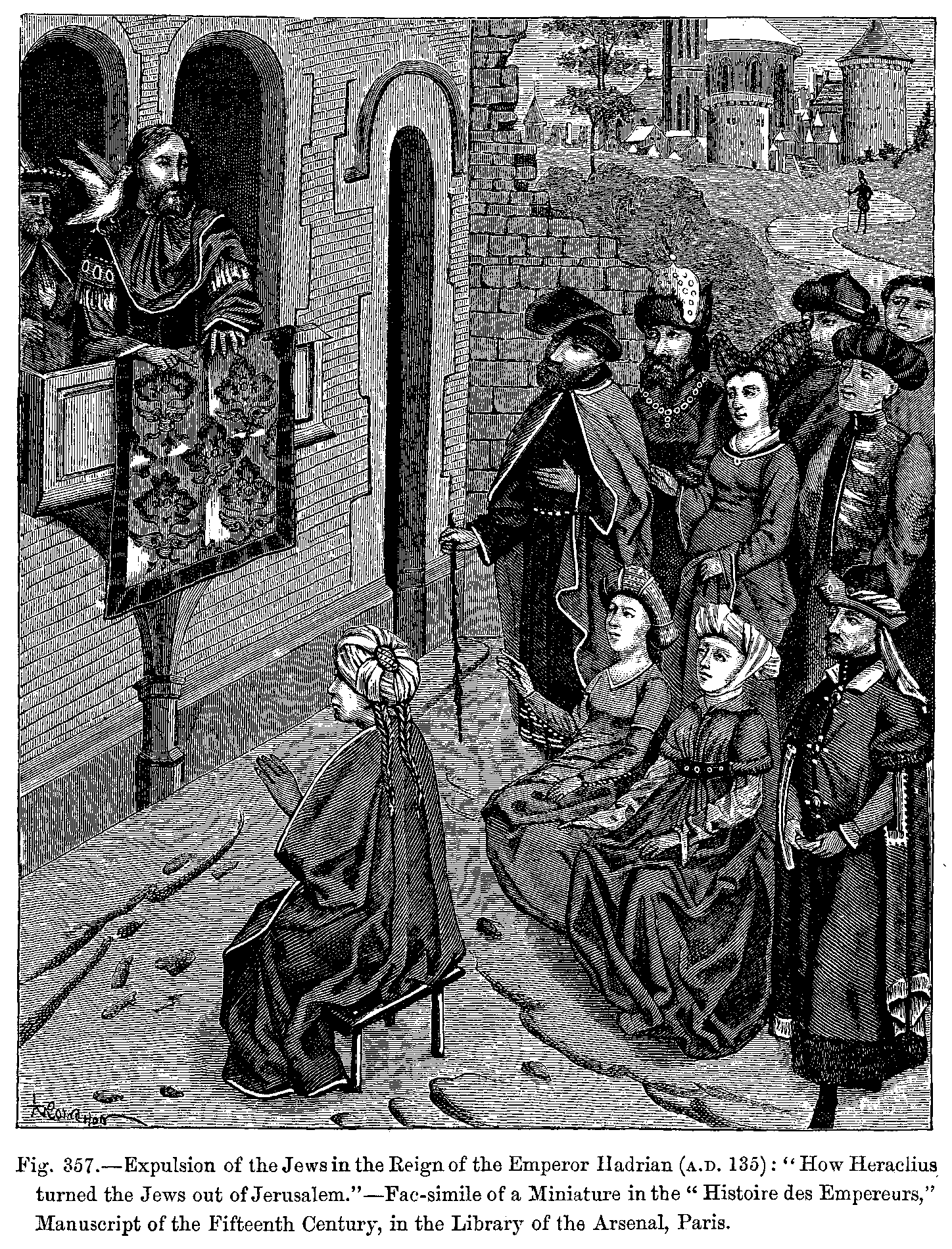
Wygnanie Żydów za panowania cesarza Hadriana w 135 roku n.e.: Jak Herakliusz wyrzucił Żydów z Jerozolimy (Kopia miniatury w Histoire des Empereurs, XV-wiecznego manuskryptu w Bibliotece Arsenału w Paryżu.

Dokonane przez Rzymian zniszczenie Judei wywarło decydujący wpływ na rozproszenie Żydów po świecie, czemu towarzyszyła przemiana judaizmu z religii opartej na Świątyni na opierającą się na autorytetach rabinicznych. 
Po upadku Judei niektórych Żydów sprzedano jako niewolników, innych przewieziono jako jeńców; jeszcze inni dołączyli do istniejących diaspor, zaś przeważająca część pozostała w Ziemi Izraela. Żydzi zamieszkujący diasporę byli zazwyczaj akceptowani w Cesarstwie Rzymskim, jednak ze wzrostem znaczenia chrześcijaństwa nasiliły się restrykcje. Na skutek wypędzeń i prześladowań ośrodki życia żydowskiego w antycznym świecie uległy przesunięciu. Ku nowym ośrodkom grawitowały odległe wspólnoty żydowskie, które częściowo przestawały odczuwać zjednoczenie ze względu na rozproszenie diaspory. Ostatecznie wspólnoty żydowskie rozprzestrzeniły się po licznych rzymskich prowincjach Bliskiego Wschodu, Europy i Afryki Północnej.